# 山北乡
山北乡，是中华人民共和国广西壮族自治区贵港市覃塘区下辖的一个乡镇级行政单位。

## 行政区划
山北乡下辖以下地区：
山北村、中秋村、万寿村、双岩村、二龙村、柳乌村、横罗村、保和村、石马村、松英村和煌里村。